# Gran Premio d'Ungheria 2005
Il Gran Premio d'Ungheria 2005 è stata la tredicesima prova della stagione 2005 del campionato mondiale di Formula 1. Svoltosi il 31 luglio 2005 sull'Hungaroring, è stato vinto da Kimi Räikkönen su McLaren-Mercedes, che ha preceduto Michael Schumacher su Ferrari e Ralf Schumacher su Toyota. Sono inoltre giunti a punti Jarno Trulli, Jenson Button, Nick Heidfeld, Mark Webber e Takuma Satō.
In quest'occasione, fu l'ultima volta che i fratelli Schumacher salirono insieme sul podio.
Durante le prove libere la Minardi schierò una terza vettura guidata dall'Israeliano 42enne Chanoch Nissany

## Vigilia

### Aspetti sportivi
Nelle prove libere del venerdì, oltre ai piloti titolari, partecipano alle prime due sessioni anche Alexander Wurz con la McLaren, Vitantonio Liuzzi con la Red Bull, Ricardo Zonta con la Toyota e Nicolas Kiesa con la Jordan, mentre una terza Minardi viene affidata a Chanoch Nissany, primo israeliano a prendere parte a un fine settimana di Formula 1.

## Prove

### Risultati
Nella prima sessione del venerdì si è avuta questa situazione:
| Pos | Nº | Pilota             | Costruttore      | Tempo    | Gap    | Giri |
| --- | -- | ------------------ | ---------------- | -------- | ------ | ---- |
| 1   | 35 | Alexander Wurz     | McLaren-Mercedes | 1:21.411 |        | 20   |
| 2   | 2  | Rubens Barrichello | Ferrari          | 1:22.834 | +1.423 | 8    |
| 3   | 3  | Jenson Button      | BAR-Honda        | 1:23.028 | +1.617 | 12   |

Nella seconda sessione del venerdì si è avuta questa situazione:
| Pos | Nº | Pilota         | Costruttore      | Tempo    | Gap    | Giri |
| --- | -- | -------------- | ---------------- | -------- | ------ | ---- |
| 1   | 38 | Ricardo Zonta  | Toyota           | 1:20.409 |        | 24   |
| 2   | 35 | Alexander Wurz | McLaren-Mercedes | 1:20.519 | +0.110 | 35   |
| 3   | 9  | Kimi Räikkönen | McLaren-Mercedes | 1:21.281 | +0.872 | 18   |

Nella prima sessione del sabato si è avuta questa situazione:
| Pos | Nº | Pilota             | Costruttore      | Tempo    | Gap    | Giri |
| --- | -- | ------------------ | ---------------- | -------- | ------ | ---- |
| 1   | 9  | Kimi Räikkönen     | McLaren-Mercedes | 1:21.686 |        | 7    |
| 2   | 1  | Michael Schumacher | Ferrari          | 1:21.842 | +0.156 | 10   |
| 3   | 10 | Juan Pablo Montoya | McLaren-Mercedes | 1:21.980 | +0.294 | 7    |

Nella seconda sessione del sabato si è avuta questa situazione:
| Pos | Nº | Pilota             | Costruttore      | Tempo    | Gap    | Giri |
| --- | -- | ------------------ | ---------------- | -------- | ------ | ---- |
| 1   | 9  | Kimi Räikkönen     | McLaren-Mercedes | 1:20.203 |        | 11   |
| 2   | 10 | Juan Pablo Montoya | McLaren-Mercedes | 1:20.517 | +0.314 | 14   |
| 3   | 1  | Michael Schumacher | Ferrari          | 1:20.773 | +0.570 | 17   |

## Qualifiche

### Risultati
Nella sessione di qualifica si è avuta questa situazione:
| Pos | Nº | Pilota               | Costruttore      | Tempo       | Distacco | Griglia |
| --- | -- | -------------------- | ---------------- | ----------- | -------- | ------- |
| 1   | 1  | Michael Schumacher   | Ferrari          | 1:19.882    |          | 1       |
| 2   | 10 | Juan Pablo Montoya   | McLaren-Mercedes | 1:20.779    | +0.897   | 2       |
| 3   | 16 | Jarno Trulli         | Toyota           | 1:20.839    | +0.957   | 3       |
| 4   | 9  | Kimi Räikkönen       | McLaren-Mercedes | 1:20.891    | +1.009   | 4       |
| 5   | 17 | Ralf Schumacher      | Toyota           | 1:20.964    | +1.082   | 5       |
| 6   | 5  | Fernando Alonso      | Renault          | 1:21.141    | +1.259   | 6       |
| 7   | 2  | Rubens Barrichello   | Ferrari          | 1:21.158    | +1.276   | 7       |
| 8   | 3  | Jenson Button        | BAR-Honda        | 1:21.302    | +1.420   | 8       |
| 9   | 6  | Giancarlo Fisichella | Renault          | 1:21.333    | +1.451   | 9       |
| 10  | 4  | Takuma Satō          | BAR-Honda        | 1:21.787    | +1.905   | 10      |
| 11  | 15 | Christian Klien      | RBR-Cosworth     | 1:21.937    | +2.055   | 11      |
| 12  | 8  | Nick Heidfeld        | Williams-BMW     | 1:22.086    | +2.204   | 12      |
| 13  | 14 | David Coulthard      | RBR-Cosworth     | 1:22.279    | +2.397   | 13      |
| 14  | 12 | Felipe Massa         | Sauber-Petronas  | 1:22.565    | +2.683   | 14      |
| 15  | 11 | Jacques Villeneuve   | Sauber-Petronas  | 1:22.866    | +2.984   | 15      |
| 16  | 7  | Mark Webber          | Williams-BMW     | 1:23.495    | +3.613   | 16      |
| 17  | 21 | Christijan Albers    | Minardi-Cosworth | 1:24.443    | +4.561   | 17      |
| 18  | 19 | Narain Karthikeyan   | Jordan-Toyota    | 1:25.057    | +5.175   | 18      |
| 19  | 20 | Robert Doornbos      | Minardi-Cosworth | 1:25.484    | +5.602   | 19      |
| 20  | 18 | Tiago Monteiro       | Jordan-Toyota    | senza tempo | –        | 20      |

## Gara

### Resoconto
Al via Michael Schumacher scatta bene, prendendo il comando davanti alle due McLaren, a Trulli, al fratello Ralf e ad Alonso, che tocca la Toyota del tedesco alla prima curva, rimettendoci l’ala anteriore. Il caos che ne deriva vede l’immediato ritiro di Klien per capottamento. L’altra Redbull di David Coulthard si ferma più avanti con la sospensione divelta dal contatto con l’alettone perso dall’asturiano. Il leader del mondiale si ferma ai box, come Barrichello, altra vittima dei contatti iniziali, ripartendo dal fondo. Davanti, Raikkonen, lasciato passare da Montoya che è su strategia differente, resta incollato a Michael Schumacher, mentre i due allungano sul colombiano. Il finlandese si ferma al giro 11, il tedesco al quattordicesimo, lasciando la testa a Montoya che effettua la sua sosta solo al ventiduesimo, rientrando di misura dietro alla coppia di testa.
Il maggior degrado delle gomme Bridgestone costringe il tedesco della Ferrari ad alzare progressivamente il ritmo prima della seconda sosta al giro 35; Raikkonen, sensibilmente più veloce, si ferma un giro dopo, imbarcando meno benzina per avere la certezza di passare davanti ed avere pista libera. Il rivale per il successo sembra essere Montoya, su strategia a due soste, ma il colombiano è costretto al ritiro, da leader della corsa, nel corso del quarantunesimo giro. 
La corsa virtualmente finisce qui, con Raikkonen che gira velocissimo, permettendosi  di rientrare davanti al rivale dopo la sosta al giro 48. Michael Schumacher effettua il suo terzo rifornimento nove tornate più tardi, controllando il ritorno del fratello Ralf, che comunque ottiene il primo podio stagionale. Kimi Räikkönen vince per la quarta volta in stagione, sesta in carriera, riaprendo la corsa al titolo. Entrambe le Renault finiscono fuori dai punti, a testimonianza della scarsa competitività sul tracciato magiaro.

### Risultati
I risultati del gran premio sono i seguenti:
| Pos | Nº | Pilota               | Costruttore      | Gomme | Giri | Tempo/Ritiro                | Griglia | Punti |
| --- | -- | -------------------- | ---------------- | ----- | ---- | --------------------------- | ------- | ----- |
| 1   | 9  | Kimi Räikkönen       | McLaren-Mercedes | M     | 70   | 1:37:25.552                 | 4       | 10    |
| 2   | 1  | Michael Schumacher   | Ferrari          | B     | 70   | +35.581                     | 1       | 8     |
| 3   | 17 | Ralf Schumacher      | Toyota           | M     | 70   | +36.129                     | 5       | 6     |
| 4   | 16 | Jarno Trulli         | Toyota           | M     | 70   | +54.221                     | 3       | 5     |
| 5   | 3  | Jenson Button        | BAR-Honda        | M     | 70   | +58.832                     | 8       | 4     |
| 6   | 8  | Nick Heidfeld        | Williams-BMW     | M     | 70   | +1:08.375                   | 12      | 3     |
| 7   | 7  | Mark Webber          | Williams-BMW     | M     | 69   | +1 giro                     | 16      | 2     |
| 8   | 4  | Takuma Satō          | BAR-Honda        | M     | 69   | +1 giro                     | 10      | 1     |
| 9   | 6  | Giancarlo Fisichella | Renault          | M     | 69   | +1 giro                     | 9       |       |
| 10  | 2  | Rubens Barrichello   | Ferrari          | B     | 69   | +1 giro                     | 7       |       |
| 11  | 5  | Fernando Alonso      | Renault          | M     | 69   | +1 giro                     | 6       |       |
| 12  | 19 | Narain Karthikeyan   | Jordan-Toyota    | B     | 67   | +3 giri                     | 18      |       |
| 13  | 18 | Tiago Monteiro       | Jordan-Toyota    | B     | 66   | +4 giri                     | 20      |       |
| 14  | 12 | Felipe Massa         | Sauber-Petronas  | M     | 63   | +7 giri                     | 14      |       |
| NC  | 21 | Christijan Albers    | Minardi-Cosworth | B     | 59   | +11 giri                    | 17      |       |
| Rit | 11 | Jacques Villeneuve   | Sauber-Petronas  | M     | 56   | Motore                      | 15      |       |
| Rit | 10 | Juan Pablo Montoya   | McLaren-Mercedes | M     | 41   | Semiasse                    | 2       |       |
| Rit | 20 | Robert Doornbos      | Minardi-Cosworth | B     | 26   | Idraulica                   | 19      |       |
| Rit | 14 | David Coulthard      | RBR-Cosworth     | M     | 0    | Sospensione/incidente       | 13      |       |
| Rit | 15 | Christian Klien      | RBR-Cosworth     | M     | 0    | Collisione con J.Villeneuve | 11      |       |

## Classifiche Mondiali

### Piloti
| Pos | Pilota               | Punti |
| --- | -------------------- | ----- |
| 1   | Fernando Alonso      | 87    |
| 2   | Kimi Räikkönen       | 61    |
| 3   | Michael Schumacher   | 55    |
| 4   | Jarno Trulli         | 36    |
| 5   | Juan Pablo Montoya   | 34    |
| 6   | Ralf Schumacher      | 32    |
| 7   | Rubens Barrichello   | 31    |
| 8   | Giancarlo Fisichella | 30    |
| 9   | Nick Heidfeld        | 28    |
| 10  | Mark Webber          | 24    |
| 11  | Jenson Button        | 19    |
| 12  | David Coulthard      | 19    |
| 13  | Felipe Massa         | 8     |
| 14  | Tiago Monteiro       | 6     |
| 15  | Alexander Wurz       | 6     |
| 16  | Jacques Villeneuve   | 6     |
| 17  | Narain Karthikeyan   | 5     |
| 18  | Christijan Albers    | 4     |
| 19  | Pedro de la Rosa     | 4     |
| 20  | Christian Klien      | 4     |
| 21  | Patrick Friesacher   | 3     |
| 22  | Vitantonio Liuzzi    | 1     |
| 23  | Takuma Satō          | 1     |

### Costruttori
| Pos | Team             | Punti |
| --- | ---------------- | ----- |
| 1   | Renault          | 117   |
| 2   | McLaren-Mercedes | 105   |
| 3   | Ferrari          | 86    |
| 4   | Toyota           | 68    |
| 5   | Williams-BMW     | 52    |
| 6   | RBR-Cosworth     | 24    |
| 7   | BAR-Honda        | 20    |
| 8   | Sauber-Petronas  | 14    |
| 9   | Jordan-Toyota    | 11    |
| 10  | Minardi-Cosworth | 7     |